# Еберхард фон Тенген-Неленбург
Еберхард фон Тенген-Неленбург (на немски: Eberhard von Tengen-Nellenburg; † сл. 21 октомври 1521) е граф на Неленбург, фрайхер, господар на Тенген с Графство Тенген в Хегау, майор на Цюрих.

## Произход
Той е син на Йохан V фон Неленбург († 1484) и Берта фон Кирхберг († 1482), дъщеря на граф Еберхард VI фон Кирхберг († 1440) и графиня Агнес фон Верденберг-Хайлигенберг-Блуденц († 1436).
Сестра му Барбара фон Тенген († 1489) се омъжва през 1475 г. за граф Улрих фон Йотинген († 1477) и 1477 г. за граф Хайнрих II фон Цвайбрюкен-Бич-Оксенщайн († 1499/1500).

## Фамилия
Еберхард фон Тенген-Неленбург се жени за Аделхайд фон Монфор-Тетнанг († сл. 2 май 1511), дъщеря на граф Вилхелм VII/VIII фон Монфор († 1483) и Клемента фон Хевен († сл. 1509). Те имат две деца:
- Елизабет фон Тенген († сл. 1527), омъжена за Хайнрих Байер фон Бопард († 1542/1544)
- Кристоф фон Неленбург-Тенген († 12 февруари 1539), граф, господар на Тенген, Детенхайм и Верщайн, женен I. 1495 г. за Ерентрауд фон Щауфен, II. на 23 август 1531 г. за графиня Хелена Елеонора фон Цолерн

Вдовицата му Аделхайд се омъжва втори път пр. 5 февруари 1483 г. за Йохан Петер фон Закс, граф фон Мисокс († 1540).